# Serge Veber
Pour les articles homonymes, voir Veber.
Serge Veber est un scénariste et librettiste d'opérette français, né le 2 septembre 1897 et mort le 16 juin 1976. 
Au cinéma, il était un collaborateur fidèle du réalisateur Jean Boyer.
En 1960, il apparaît dans le court-métrage Le Rondon d'André Berthomieu.

## Famille
Fils de Pierre Veber et neveu de Tristan Bernard, Serge Veber est également le frère de Pierre-Gilles Veber et l'oncle de Francis Veber. Il est également le cousin de Raymond Bernard et de Jean-Jacques Bernard, et le grand-oncle de Sophie Audouin-Mamikonian.

## Filmographie partielle
- 1930 : Dranem au dancing (court métrage)
- 1931 : La Femme de mes rêves de Jean Bertin
- 1932 : Le Chant du marin
- 1932 : Une jeune fille et un million
- 1933 : L'Ordonnance de Victor Tourjansky
- 1933 : Un jour viendra
- 1933 : Cette vieille canaille
- 1934 : Vers l'abîme
- 1934 : Turandot, princesse de Chine (coréalisateur : Gerhard Lamprecht)
- 1934 : Mon cœur t'appelle
- 1935 : Le Diable en bouteille
- 1935 : La Route impériale
- 1935 : Les dieux s'amusent
- 1941 : Montmartre-sur-Seine
- 1948 : Une femme par jour
- 1949 : Valse brillante
- 1950 : Nous irons à Paris
- 1951 : Nous irons à Monte-Carlo
- 1952 : Cent francs par seconde
- 1955 : La Madelon
- 1956 : Le Couturier de ces dames
- 1957 : Mademoiselle et son gang
- 1957 : Sénéchal le magnifique
- 1959 : Le Confident de ces dames

## Théâtre, opérette
- 1925 : Tip-Toes, adaptation française André Mauprey, Robert de Mackiels et Serge Veber, d'après Guy Bolton et Fred Thompson, musique de George Gershwin
- 1926 : Quand on est trois, livret de Pierre et Serge Veber, musique de Albert Willemetz
- 1926 : L'Homme qui vendit son âme au diable, livret de Pierre et Serge Veber, musique de Jean Nouguès
- 1927 : Lulu, opérette en 3 actes, livret Serge Veber, musique Philippe Parès et Georges van Parys, Théâtre Daunou
- 1928 : L'Eau à la bouche, musique Philippe Parès et Georges van Parys
- 1929 : Louis XIV, livret et couplets de Serge Veber. Musique de Philippe Parès et Georges van Parys, Théâtre de la Scala
- 1944 : Une femme par jour, musique de Georges van Parys, Théâtre des Capucines
- 1945 : La Revue des Capucines, livret de Pierre Louki, Mauricet, Serge Veber,  musique de Mitty Goldin, Perre Mercier, Raoul Moretti, mise en scène Louis Blanche, Théâtre des Capucines
- 1946 : La Bonne Hôtesse opérette de Jean-Jacques Vital et Serge Veber, musique Bruno Coquatrix, mise en scène Fred Pasquali, Alhambra
- 1947 : Le Maharadjah opérette de Jean-Jacques Vital et Serge Veber, musique Bruno Coquatrix, mise en scène Fred Pasquali, Alhambra
- 1950 : Il faut marier maman !, livret de Serge Veber et Marc-Cab, Théâtre de Paris
- 1950-1951 : L'École des femmes nues de Max Révol, livret de Serge Veber, paroles de Jean Boyer, musique d'Henri Betti, théâtre de l'Étoile
- 1953-1954 : Mobilette de Jean-Marc Thibault, livret de Serge Veber, paroles d’André Hornez, musique d'Henri Betti, L'Européen
- 1960 : Madame, je vous aime de Serge Veber, mise en scène Guy Lauzin, Théâtre Daunou